# Perdita secca

Perdita secca

La perdita secca è la perdita di efficienza economica dovuta ad un equilibrio in un mercato di un bene o un servizio che non è un ottimo paretiano.
Capita sovente che il governo intervenga nella fissazione dei prezzi di certi beni. Per esempio, il prezzo del latte può essere fissato al disopra del valore che equalizza l'offerta e la domanda allo scopo di garantire un reddito minimo ai contadini. Il caso opposto è la fissazione del prezzo al disotto del valore di equilibrio come quando il prezzo del pane o dell'elettricità è bloccato dal governo. Altri esempi sono i prezzi di monopolio, le tasse (imposta sul valore aggiunto o sul peso di un bene) o i sussidi. Tutti questi interventi conducono ad una perdita dell'efficienza economica. 
Le cause della perdita di efficienza possono comprendere la fissazione di prezzi monopolistici, esternalità, imposte o sussidi e la fissazione di prezzi massimi o minimi. La perdita irrecuperabile di efficienza può anche riferirsi al "carico eccessivo"  delle tasse o monopolio rappresenta la "peridita di surplus per il produttore" e la "perdita di utilita' per il consumatore".
La tassazione diretta sul reddito e' causa di perdita di surplus e competitività dell'impresa sul mercato e del surplus del consumatore, andando ad incidere sui prezzi . L'imposta di natura indiretta  (es.IVA) al contrario incide solo sull'utilita' del consumatore e sulle entrate dei singoli stati derivate in base alla bilancia dei pagamenti, pari alla somma algebrica delle partite correnti e del conto dei movimenti di capitale . Dal risultato della bilancia dei pagamenti il governo può regolare la tassazione diretta sui redditi e sulle imprese per la loro competitività sui mercati.
{\displaystyle {\displaystyle Y_{N}=C+I+G+X(g)-IM}}
- Y. Prodotto interno, reddito nazionale
- C: domanda dei consumatori
- I: investimenti netti
- G:spesa pubblica
- X: esportazioni
- IM: importazioni
- g. tassazione indiretta (IVA)

## Il triangolo di Harberger
Prendiamo il caso di un prezzo fissato al disotto del valore di equilibrio.
Prima dell'intervento del governo il surplus del consumatore è la superficie tra la curva di domanda e il prezzo di equilibrio. Il surplus del produttore è la superficie tra la curva di offerta e il prezzo di equilibrio.
Se il prezzo è fissato al disotto del valore di equilibrio, il surplus del consumatore è la superficie arancione e quello del produttore la superficie azzurra. Sommando la perdita e il guadagno eventuale dei due surplus si osserva che resta una perdita netta rispetto ai valori ottenuti con il prezzo di equilibrio. Questa perdita è chiamata una perdita secca o deadweight loss e corrisponde alla superficie gialla.

## La perdita secca di una tassa
Se il governo introduce una tassa sulla vendita di un bene, la perdita secca può essere calcolata nel seguente modo. Secondo la teoria del consumatore le domande dipendono dai prezzi e dal reddito disponibile. Sia  {\displaystyle y}  il reddito e  {\displaystyle p}   il vettore dei prezzi. La tassa fa aumentare i prezzi da   {\displaystyle p^{o}}   a   {\displaystyle p^{1}}  e il vettore della domanda sarà  {\displaystyle q(p^{1},y)}  . La perdita secca è allora:
{\displaystyle PS=y-e(p^{o},u^{1})-(p^{1}-p^{o})q(p^{1},y)}
dove  {\displaystyle u^{1}}  è l'utilità del consumatore dopo l'aumento dei prezzi e  {\displaystyle e(p^{o},u^{1})=min\quad p^{o}q}  sotto il vincolo  {\displaystyle u(q)\geq u^{1}}  è la funzione di spesa (vedesi surplus del consumatore).